# جالينو
ويندرسون رودريغيز دو ناسيمنتو جالينو (بالبرتغالية: Wenderson Rodrigues do Nascimento Galeno‏) (من مواليد 21 أكتوبر 1997)، المعروف باسم جالينو أو ويندرسون جالينو، هو لاعب كرة قدم برازيلي يلعب كجناح لنادي الاهلي السعودي.